# Joseph C. O'Mahoney

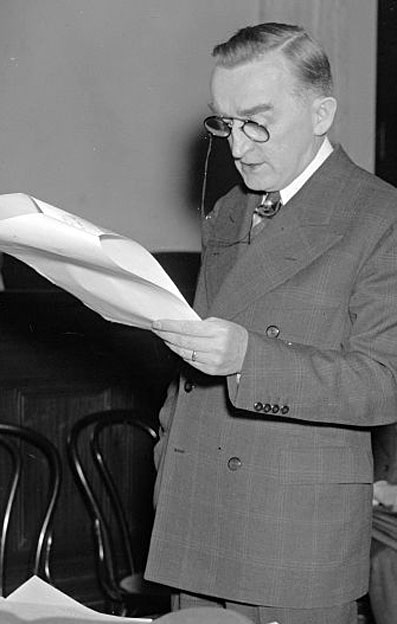
Joseph Christopher O'Mahoney

Joseph Christopher O'Mahoney, född 5 november 1884 i Chelsea, Massachusetts, död 1 december 1962 i Bethesda, Maryland, var en amerikansk demokratisk politiker och jurist. Han representerade delstaten Wyoming i USA:s senat 1934-1953 och 1954-1961.
O'Mahoney studerade vid Columbia University i New York. Han flyttade 1908 till Boulder, Colorado och åtta år senare till Cheyenne, Wyoming. Han var 1917-1920 sekreterare åt senator John B. Kendrick. O'Mahoney avlade 1920 juristexamen vid Georgetown University och arbetade därefter som advokat i både Cheyenne och Washington, D.C. Han var stadsåklagare i Cheyenne 1929-1931.
Senator John B. Kendrick avled 1933 i ämbetet. O'Mahoney utnämndes till Kendricks efterträdare. Han tillträdde 1 januari 1934 som senator. Han vann fyllnadsvalet i november 1934 och dessutom valet som gällde den kommande sexåriga mandatperioden. O'Mahoney omvaldes 1940 och 1946. Han besegrades i senatsvalet 1952 av republikanen Frank A. Barrett.
Senator Lester C. Hunt begick 1954 självmord och republikanen Edward D. Crippa blev utnämnd till senator fram till fyllnadsvalet senare samma år. O'Mahoney vann igen både fyllnadsvalet och valet som gällde den sexåriga mandatperioden fram till 1961. Han bestämde sig för att inte kandidera till omval i senatsvalet 1960.
O'Mahoneys grav finns på Mount Olivet Cemetery i Cheyenne.